# Pamela Ropner
Pamela Christine Ropner, née en 1931 et morte le 4 juillet 2013 (à 82 ans), est un écrivain britannique. Fille de Richard Ropner et Margaret Forbes Ronald, elle sort diplômé de l'Université d’Édimbourg en 1951. Son œuvre la plus connue est The Golden Impala (1957) pour laquelle elle reçoit un Junior Award en 1959.

## Œuvres
- 1957 : The Golden Impala
- 1965 : The House of the Bittern
- 1966 : The Guardian Angel
- 1968 : The Sea Friends
- 1982 : Helping Mr Paterson